# Paolo Scaramuzza
Paolo Scaramuzza (Soragna, 27 febbraio 1959) è un bobbista e docente italiano.

## Biografia
Originario di Busseto, nella Bassa parmense, si dedicò in gioventù all'atletica leggera. Nel 1978 vinse con il tempo di 40"77 la staffetta 4×100 metri maschile ai Campionati italiani assoluti di atletica leggera in squadra con Andrea Janes, Pasqualino Abeti e Pietro Farina. 
Entrò in seguito nel gruppo sportivo Fiamme Oro come bobbista. Con il bob a quattro della Nazionale di bob dell'Italia giunse al 4° posto ai Campionati mondiali di bob 1983 con il bob a due pilotato da Guerrino Ghedina. Ha partecipato a due edizioni dei Giochi olimpici invernali, a Sarajevo 1984 (8° posto) e Calgary 1988 (19° posto).
Il 27 gennaio 1987 subì un gravissimo infortunio con il bob a quattro sulla pista del Lago Blu a Cervinia durante i Campionati europei di bob 1987.
Dopo aver conseguito la laurea in matematica e fisica presso l'Università di Parma, ha svolto la professione di docente presso gli istituti superiori della provincia di Parma.